# Therapie Taxi
Therapie Taxi, en ocasiones estilizado como Therapie TAXI,  fue una banda francesa de pop rock y hip hop formada en 2013. La banda estaba compuesta inicialmente por Adélaïde Chabannes de Balsac y Raphaël Faget-Zaoui (voz), Félix Gros (guitarra y teclados) y Renaud Bizart (batería). Antes de su ruptura en 2020, Therapie Taxi publicó dos álbumes, dos EPs y varios sencillos, entre ellos la canción «Hit Sale» junto al rapero belga Roméo Elvis, certificada disco de oro en Francia y Bélgica.

## Discografía

### Álbumes
| Año  | Álbum          | Posiciones en listas musicales | Posiciones en listas musicales | Posiciones en listas musicales | Certificaciones |
| Año  | Álbum          | FRA                            | BEL                            | SUI                            | Certificaciones |
| ---- | -------------- | ------------------------------ | ------------------------------ | ------------------------------ | --------------- |
| 2018 | Hit Sale       | 23                             | 27                             | –                              |                 |
| 2019 | Cadavre exquis | 22                             | 53                             | 95                             |                 |

### EPs
| Año  | Álbum              | Posiciones en listas musicales | Posiciones en listas musicales | Certificaciones |
| Año  | Álbum              | FRA                            | BEL                            | Certificaciones |
| ---- | ------------------ | ------------------------------ | ------------------------------ | --------------- |
| 2017 | Therapie Taxi - EP | –                              | –                              |                 |
| 2021 | Rupture 2 merde    | 5                              | 7                              |                 |

### Sencillos
| Year | Album / Mixtape                 | Peak positions | Peak positions | Album / Mixtape                      |
| Year | Album / Mixtape                 | FRA            | BEL            | Album / Mixtape                      |
| ---- | ------------------------------- | -------------- | -------------- | ------------------------------------ |
| 2016 | "Salop(e)"                      | 163            | –              | Hit Sale                             |
| 2017 | "Coma idyllique"                | –              | –              | Hit Sale                             |
| 2017 | "Hit Sale" (con Roméo Elvis)    | 12             | 1              | Hit Sale                             |
| 2018 | "Cri des loups"                 | –              | –              | Hit Sale                             |
| 2018 | "PVP"                           | –              | –              | Hit Sale                             |
| 2018 | "Avec ta zouz"                  | 185            | –              | NRJ Music Awards 2018 - 20th Edition |
| 2018 | "Chula"                         | 191            | –              | Sin álbum                            |
| 2018 | "Priki"                         | –              | –              | Sin álbum                            |
| 2019 | "BB la nuit"                    | –              | –              | Sin álbum                            |
| 2019 | "J'en ai marre"                 | –              | –              | Hit Sale                             |
| 2019 | "Egotrip"                       | 166            | –              | Cadavre exquis                       |
| 2019 | "Candide Crush"                 | 125            | 9              | Cadavre exquis                       |
| 2020 | "Mirage (L'Amour sur la plage)" | –              | –              | Sin álbum                            |
| 2021 | "Été 90"                        | 22             | 6              | Rupture 2 merde                      |
| 2021 | "Blesse-moi"                    | –              | –              | Rupture 2 merde                      |